# عادل عبد المهدي
السيِّد عادل عبد المهدي حسن المنتفكي (وُلد في 1 كانون الثاني/يناير 1942) سياسي عراقي ورئيس وزراء العراق للفترة من 25 تشرين الأول (أكتوبر) 2018 إلى 25 تشرين الثاني (نوفمبر) 2019 شغل منصب وزير الماليَّة في حكومة إياد علاوي الأولى، وشغل منصب نائب رئيس الجمهوريَّة في البلاد منذ 7 نيسان (أبريل) 2005 إلى 31 أيار (مايو) 2011. ومنصب وزير النفط في الحكومة العراقيَّة 2014. وهو أحد قادة المجلس الأعلى الإسلامي العراقي.
في يوم 2 تشرين الأول (أكتوبر) 2018، كلفه رئيس جمهورية العراق المُنتخب برهم صالح بتشكيل الحكومة. في 24 تشرين الأول (أكتوبر) 2018 صوت البرلمان العراقي على 18 وزيراً في كابينته الوزارية، وصوت على منهاجه الوزاري وقد أعطاه الثقة له ولوزرائه، وقد أدى اليمين الدستورية هو وحكومته. فيما استلم السلطة رسميا يوم 25 تشرين الأول (أكتوبر) من رئيس الوزراء المنتهية ولايته حيدر العبادي. وتولى في نفس اليوم وزارتي الدفاع والداخلية وكالةً لحين تعيين وزيريين لهما من قبل البرلمان العراقي، وفي 30 نوفمبر 2019 قدم استقالته من رئاسة مجلس الوزراء لرئيس البرلمان، محمد الحلبوسي. وصادق عليها البرلمان في اجتماعه المُنعقد في 1 ديسمبر 2019.

## ولادته ونشأته
ولد عادل عبد المهدي في منطقة البتاوين في بغداد لأب عراقي وأم سورية الأصل، عام 1942، وينحدر من أسرة شيعية ميسورة الحال تعود أصولها إلى مدينة الناصرية حيث كان والده، عبد المهدي المنتفكي وزيراً للمعارف في وزارة جعفر العسكري الثانية عام 1926 ونائبًا لعدة دورات وعضواً في مجلس الأعيان..

## مسيرته السياسية
دخل عبد المهدي عالم السياسة في العراق وتخرج في جامعة بغداد، حاصلاً على شهادة البكالوريوس في الاقتصاد، وسُجن أبان فترة حكم حزب البعث. وبعد إطلاق سراحه، سافر إلى فرنسا في الستينيات وحصل على الماجستير في العلوم السياسية من المعهد الدولي للإدارة العامة بباريس عام 1970، وبعدها بعامين حصل على الماجستير في الاقتصاد السياسي من جامعة بواتيه في فرنسا. وقد حكم عليه بالإعدام في فترة صدام حسين.
وأثناء إقامته في فرنسا عمل في العديد من المراكز البحثية، وتقلد منصب رئيس المعهد الفرنسي للدراسات الإسلامية، وترأس تحرير عدة مجلات باللغتين العربية والفرنسية.
وعمل مع المجلس الأعلى للثورة الإسلامية في ثمانينيات القرن الماضي عندما كان في منفاه القسري في إيران.
شغل منصب وزير المالية في حكومة إياد علاوي عام 2004، وكان عضواً مناوباً عن رجل الدين الراحل، عبد العزيز الحكيم، لمجلس الحكم العراقي. وقد لَعب دوراً مهماً في إجراء المفاوضات مع الإدارة الأمريكية لشطب ديون العراق الخارجية، وإقناع عدد من المانحين الدوليين بإسقاط جزء كبير من تلك الديون. وتولى منصب نائب رئيس جمهورية العراق عام 2005، بعد فشله بالحصول على التأييد الكافي للحصول على منصب رئيس الوزراء في عام 2005. ووزيراً للنفط عام 2014، واستقال منها في عام 2016. بالإضافة إلى كونه أحد قياديي المجلس الأعلى للثورة الإسلامية. وقد ساهم في صياغة الدستور العراقي الجديد، عندما كان نائباً لرئيس الجمهورية.
وكان عادل عبد المهدي متأثراً بالفكر العروبي والاشتراكي وانتسب لحزب البعث، إلا أنه تركه عام 1963. وتأثر بالفكر الشيوعي الماوي أثناء دراسته في فرنسا، لكنه غير ولاءه السياسي بالانتماء إلى المجلس الإسلامي الأعلى بقيادة رجل الدين محمد باقر الحكيم.

## رئاسة الوزراء
كلفه رئيس الجمهورية برهم صالح بمنصب رئيس مجلس الوزراء في 2 تشرين الأول/أكتوبر 2018 لتشكيل الحكومة العراقية خلال فترة 15 يوماً اثر الانتخابات البرلمانية للدورة الخامسة وما يمليه قانون الكتلة الأكبر.
وقد رشحت كتلة البناء وكتلة الإصلاح، التي تضم الحكمة والنصر وسائرون على ترشيح عادل عبد المهدي على طريقة التوافق، وليس عن طريق الكتلة الأكبر وذلك لتجاوز مسألة الكتلة الأكبر.

### حكومته
أعلن عادل عبد المهدي في 24 تشرين الأول/أكتوبر، 2018 عن إلغاء منصب نائب رئيس الوزراء وإنهاء العمل بالوكالة. وقد صوت مجلس النواب العراقي في 24 أكتوبر، 2018 على المنهاج الوزاري لعادل عبد المهدي. وقد صوت مجلس النواب في 24 تشرين الأول/أكتوبر، على 14 وزيراً في كابينة عادل عبد المهدي، وهم كل من ثامر الغضبان وزيراً للنفط، وفؤاد حسين وزيراً للمالية، ونعيم الربيعي وزيراً للاتصالات، وبنكين ريكاني وزيراً للأعمار ومحمد علي الحكيم وزيراً للخارجية، وصالح حسين وزيراً للزراعة، وأحمد رياض وزيراً للشباب، وعلاء العلوان وزيراً للصحة، وصالح الجبوري وزيراً للصناعة، ولؤي الخطيب وزيراً للكهرباء، وعبد الله اللعيبي وزيراً للنقل، ومحمد هاشم وزيراً للتجارة، وباسم الربيعي وزيراً للعمل،وجمال العادلي وزيراً للموارد المائية.
وقد أدى عادل عبد المهدي ووزرائه اليمين الدستورية بعد تصويت البرلمان عليهم.
وقد ألغى رئيس الوزراء منصب نائب رئيس الوزراء وأنه سيقلص الهيئات الاستشارية ومكتب أمانة مجلس الوزراء، وأنه سينهي ملف إدارة الهيئات والمناصب بالوكالة، وأنه سيرسل قانون الوزارات خلال ثلاثة أشهر الأولى من عمر الحكومة الجديدة وستحاسب جميع الوزارات بصفة دورية في كل ستة أشهر، وأنه سيعتمد على الحكومة الإلكترونية للانتهاء من البيروقراطية، وسيتم إنهاء الفوضى الأمنية وانتشار السلاح، وفتح المنطقة الخضراء وتقليل السيطرات الأمنية داخل المحافظات ونشر الكاميرات داخل المدن.
وقد قام بتحسين العلاقات بين العراق والدول العربية المجاورة لهُ حيث شهد تحسناً بالعلاقات مع السعودية حيث أبرم تسعة اتفاقيات بين الحكومتين منها استثمارية ومنها تجارية.
شغل في 25 تشرين الأول/أكتوبر، 2018 منصب وزير الداخلية والدفاع لحين تعيين وزيراً من قبل البرلمان.
استلم السلطة هو وحكومته في 25 تشرين الأول/أكتوبر، 2018 من قبل رئيس الوزراء السابق المنتهية ولايته حيدر العبادي.
في يوم 18 ديسمبر، 2018 صوت البرلمان العراقي على ثلاث وزراء وهم كل من عبد الأمير الحمداني وزيراً للثقافة، ونوري الدليمي وزيراً للتخطيط، وقصي السهيل وزيراً للتعليم العالي والبحث العلمي.

### استقالته
بعد تصاعد الضغط الشعبي الناتج من التظاهرات المستمرة منذ 1 تشرين الأول/أكتوبر 2019، واستجابةً لدعوة المرجعية الدينية الشيعية، وبعد مقتل أكثر من 600 متظاهر وحدوث عدة مجازر بحق المحتجين، رفع عادل عبد المهدي إلى مجلس النواب الكتاب الرسمي بطلب الاستقالة من رئاسة الحكومة. كما صادق البرلمان العراقي على استقالة عادل عبد المهدي في اجتماعه الذي عُقد في 1 ديسمبر 2019.

## مؤلفاته
كتب عادل عبد المهدي عدداً من البحوث والمؤلفات، وله جهود في الترجمة، ومن الكتب التي ألفها:
- مقاربات في الاجتماع السياسي والاقتصادي الإسلامي.[69]
- إشكالية الإسلام والحداثة[70]
- التضخم العالمي والتخلف الاقتصادي[71]
- الثوابت والمتغيرات في التاريخ الاقتصادي للبلاد الإسلامية.[72]

## روابط خارجية
- عادل عبد المهدي على موقع أرشيف الشارخ.

- عادل عبد المهدي نائب رئيس الجمهورية العراقية لقاء على اليوتيوب

| المناصب السياسية                          | المناصب السياسية                                                              | المناصب السياسية                |
| ----------------------------------------- | ----------------------------------------------------------------------------- | ------------------------------- |
| سبقه سلطة الائتلاف المؤقتة                | وزير المالية العراقية 2004–2005                                               | تبعه علي علاوي                  |
| سبقه إبراهيم الجعفري وروز نوري شاويس فاصل | نائب رئيس جمهورية العراق مع غازي الياور، طارق الهاشمي وخضير الخزاعي 2005–2011 | تبعه طارق الهاشمي وخضير الخزاعي |
| سبقه عبد الكريم لعيبي باهض                | وزير النفط العراقي 2014–2016                                                  | تبعه جبار اللعيبي               |
| سبقه حيدر العبادي                         | رئيس الوزراء العراقي 2018–الآن                                                | تبعه مصطفى الكاظمي              |